# U21-Europamästerskapet i fotboll
U21-Europamästerskapet i fotboll (engelska: UEFA Under-21 Championship ) är en fotbollsturnering arrangerad av Uefa för landslag under 21 år. Turneringen inklusive kvalspel pågår under två år. Den fungerar också som OS-kval. U21-EM arrangeras sedan 1978 och ersatte då U23-EM som arrangerades 1972-1976.
Åren 1978–1990 avgjordes finalen i dubbelmöten hemma/borta och sammanlagda resultatet räknades. Vid lika antal mål avgjordes mötet på straffar.
2017 utökades slutturneringen från åtta till 12 lag.

## Vinnare
| År   | Värdnation         | Final         | Final                        | Final                  | Match om tredjepris                | Match om tredjepris              | Match om tredjepris              |
| År   | Värdnation         | Vinnare       | Resultat                     | Tvåa                   | Trea                               | Resultat                         | Fyra                             |
| ---- | ------------------ | ------------- | ---------------------------- | ---------------------- | ---------------------------------- | -------------------------------- | -------------------------------- |
| 1978 | Hemma / Borta      | Jugoslavien   | 5 – 4 (1–0 / 4–4)            | Östtyskland            | Bulgarien · England                | Match om tredjepris spelades ej. | Match om tredjepris spelades ej. |
| 1980 | Hemma / Borta      | Sovjetunionen | 1 – 0 (0–0 / 1–0)            | Östtyskland            | England · Jugoslavien              | Match om tredjepris spelades ej. | Match om tredjepris spelades ej. |
| 1982 | Hemma / Borta      | England       | 5 – 4 (3–1 / 2–3)            | Västtyskland           | Skottland · Sovjetunionen          | Match om tredjepris spelades ej. | Match om tredjepris spelades ej. |
| 1984 | Hemma / Borta      | England       | 3 – 0 (1–0 / 2–0)            | Spanien                | Italien · Jugoslavien              | Match om tredjepris spelades ej. | Match om tredjepris spelades ej. |
| 1986 | Hemma / Borta      | Spanien       | 3 – 3 (3–0 str.) (1–2 / 2–1) | Italien                | England · Ungern                   | Match om tredjepris spelades ej. | Match om tredjepris spelades ej. |
| 1988 | Hemma / Borta      | Frankrike     | 3 – 0 (0–0 / 3–0)            | Grekland               | England · Nederländerna            | Match om tredjepris spelades ej. | Match om tredjepris spelades ej. |
| 1990 | Hemma / Borta      | Sovjetunionen | 7 – 3 (4–2 / 3–1)            | Jugoslavien            | Italien · Sverige                  | Match om tredjepris spelades ej. | Match om tredjepris spelades ej. |
| 1992 | Hemma / Borta      | Italien       | 2 – 1 (2–0 / 0–1)            | Sverige                | Danmark · Skottland                | Match om tredjepris spelades ej. | Match om tredjepris spelades ej. |
| 1994 | Frankrike          | Italien       | 00001 – 0 (e.f.)             | Portugal               | Spanien                            | 2 – 1                            | Frankrike                        |
| 1996 | Spanien            | Italien       | 00001 – 1 (e.f.) (4–2 str.)  | Spanien                | Frankrike                          | 1 – 0                            | Skottland                        |
| 1998 | Rumänien           | Spanien       | 1 – 0                        | Grekland               | Norge                              | 2 – 0                            | Nederländerna                    |
| 2000 | Slovakien          | Italien       | 2 – 1                        | Tjeckien               | Spanien                            | 1 – 0                            | Slovakien                        |
| 2002 | Schweiz            | Tjeckien      | 00000 – 0 (e.f.) (3–1 str.)  | Frankrike              | Italien · Schweiz                  | Match om tredjepris spelades ej. | Match om tredjepris spelades ej. |
| 2004 | Tyskland           | Italien       | 3 – 0                        | Serbien och Montenegro | Portugal                           | 00003 – 2 (e.f.)                 | Sverige                          |
| 2006 | Portugal           | Nederländerna | 3 – 0                        | Ukraina                | Frankrike · Serbien och Montenegro | Match om tredjepris spelades ej. | Match om tredjepris spelades ej. |
| 2007 | Nederländerna      | Nederländerna | 4 – 1                        | Serbien                | Belgien · England                  | Match om tredjepris spelades ej. | Match om tredjepris spelades ej. |
| 2009 | Sverige            | Tyskland      | 4 – 0                        | England                | Italien · Sverige                  | Match om tredjepris spelades ej. | Match om tredjepris spelades ej. |
| 2011 | Danmark            | Spanien       | 2 – 0                        | Schweiz                | Vitryssland                        | 1 – 0                            | Tjeckien                         |
| 2013 | Israel             | Spanien       | 4 – 2                        | Italien                | Nederländerna · Norge              | Match om tredjepris spelades ej. | Match om tredjepris spelades ej. |
| 2015 | Tjeckien           | Sverige       | 00000 – 0 (e.f.) (4–3 str.)  | Portugal               | Danmark · Tyskland                 | Match om tredjepris spelades ej. | Match om tredjepris spelades ej. |
| 2017 | Polen              | Tyskland      | 1 – 0                        | Spanien                | England · Italien                  | Match om tredjepris spelades ej. | Match om tredjepris spelades ej. |
| 2019 | Italien San Marino | Spanien       | 2 – 1                        | Tyskland               | Frankrike · Rumänien               | Match om tredjepris spelades ej. | Match om tredjepris spelades ej. |
| 2021 | Slovenien Ungern   | Tyskland      | 1 – 0                        | Portugal               | Nederländerna · Spanien            | Match om tredjepris spelades ej. | Match om tredjepris spelades ej. |
| 2023 | Georgien Rumänien  | England       | 1 – 0                        | Spanien                | Israel · Ukraina                   | Match om tredjepris spelades ej. | Match om tredjepris spelades ej. |
| 2025 | Slovakien          | England       | 00003 – 2 (e.f.)             | Tyskland               | Frankrike · Nederländerna          | Match om tredjepris spelades ej. | Match om tredjepris spelades ej. |

### Fotnoter
1. ↑  ”U21 final tournament expanding to 12 teams” (på engelska). UEFA. 24 januari 2017. http://www.uefa.com/under21/news/newsid=2046485.html. Läst 2 juli 2017.